# Alireza Noormohammadi
Alireza Noormohammadi Tesieh (en persa: علیرضا نورمحمدی تسیه‎; Teherán, 3 de julio de 1981) es un futbolista iraní. Juega como defensor y Capitán de Persépolis FC de la Iran Pro League.

## Carrera
Comenzó su carrera profesional en el Zob Ahan FC en el verano de 2004, hasta que en el año 2007 pasó a formar parte del Rah Ahan Crystal FC. Después de tres temporadas comenzó a jugar en el Persepolis FC.